# Omfalitis novorođenčeta
Omfalitis novorođenčeta je upala kože i potkožja pupka kod novorođenčeta.
Nakon opadanja bataljka pupkovine ostaje ranica koja nakon nekog vremena epitelizira. Ranica može postati mjesto infekcije. Upala se manifestira crvenilom i otokom kože pupka i okolice, a iz pupka može izlaziti gnoj ili sukrvav sadržaj. Stanje je obično praćeno povišenom tjelesnom temperaturom, te ako se ne liječi, vrlo brzo može, širenjem upale venama, doći do nastanka sepse.
Najčešće bakterije koje uzrokuju omfalitis su stafilokoki, streptokoki, Escherichia coli, Klebsiella pneumoniae, a najčešće se radi o miješanoj (više uzročnika) infekciji.
Dijagnoza bolesti se postavlja na temelju kliničkog izgleda pupka i fizikalnog pregleda, a bolest se liječi sistemnom primjenom antibiotika i primjenom lokalnog antiseptičkog sredstva.
|  | Molimo pročitajte upozorenje o korištenju medicinskih informacija. Ne provodite liječenje bez savjetovanja s liječnikom! |